# Вербозілля гайове
Вербозілля гайове (Lysimachia nemorum) — вид трав'янистих рослих родини первоцвітові (Primulaceae). Зростає у західній частині Європи. Етимологія: лат. nemorum — «гайовий».

## Опис
Багаторічна зелена рослина, яка може бути від висхідної до повзучої. Стебла досягають довжини від 10 до 30 см. Всі частини рослини голі. Супротивні листки яйцеподібні, 2–3 см завдовжки, знизу — часто з темними цятками. Квітки поодинокі, пазушні, на довгих квітконіжках. Віночок 8–12 мм шириною, оранжево-жовтий, майже до основи розділений на округлояйцевиді, тупі дольки. Пелюстки довжиною від 5 до 8 мм. Насіння завдовжки 1.5 мм.
Вегетативне поширення відбувається за допомогою галузок. Квіти закриваються в похмуру погоду.

## Поширення
Європа: Україна, Австрія, Бельгія, Чехія, Німеччина, Нідерланди, Польща, Словаччина, Швейцарія, Данія, Фарерські острови, Ірландія, Норвегія, Швеція, Велика Британія, Хорватія, Італія, Румунія, Сербія, Словенія, Франція, Португалія, Іспанія. Потребує помірно вологих, поживних, пухких, кам'янисто-глинистих ґрунтів. Населяє гірські й заплавні ліси, букові, дубові, березові й ліщинні ліси поруч із джерелами, узлісся.
В Україні росте на узліссях у Карпатах (Закарпатська область), зрідка. Вербозілля гайове входить у перелік регіонально-рідкісних видів, що потребують охорони в межах Львівської області.

## Галерея

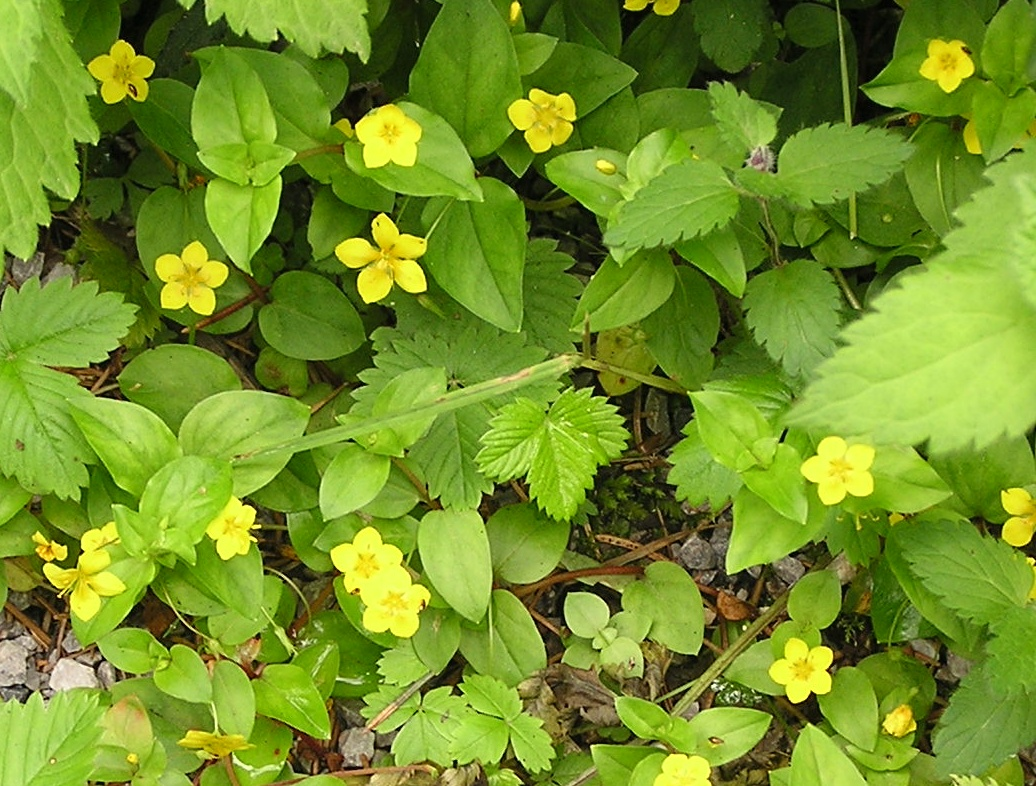
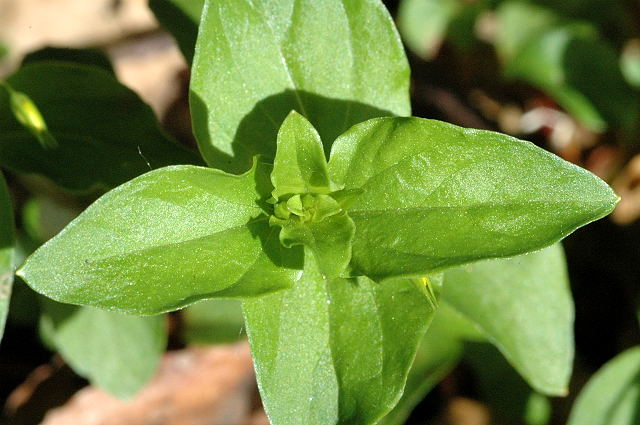
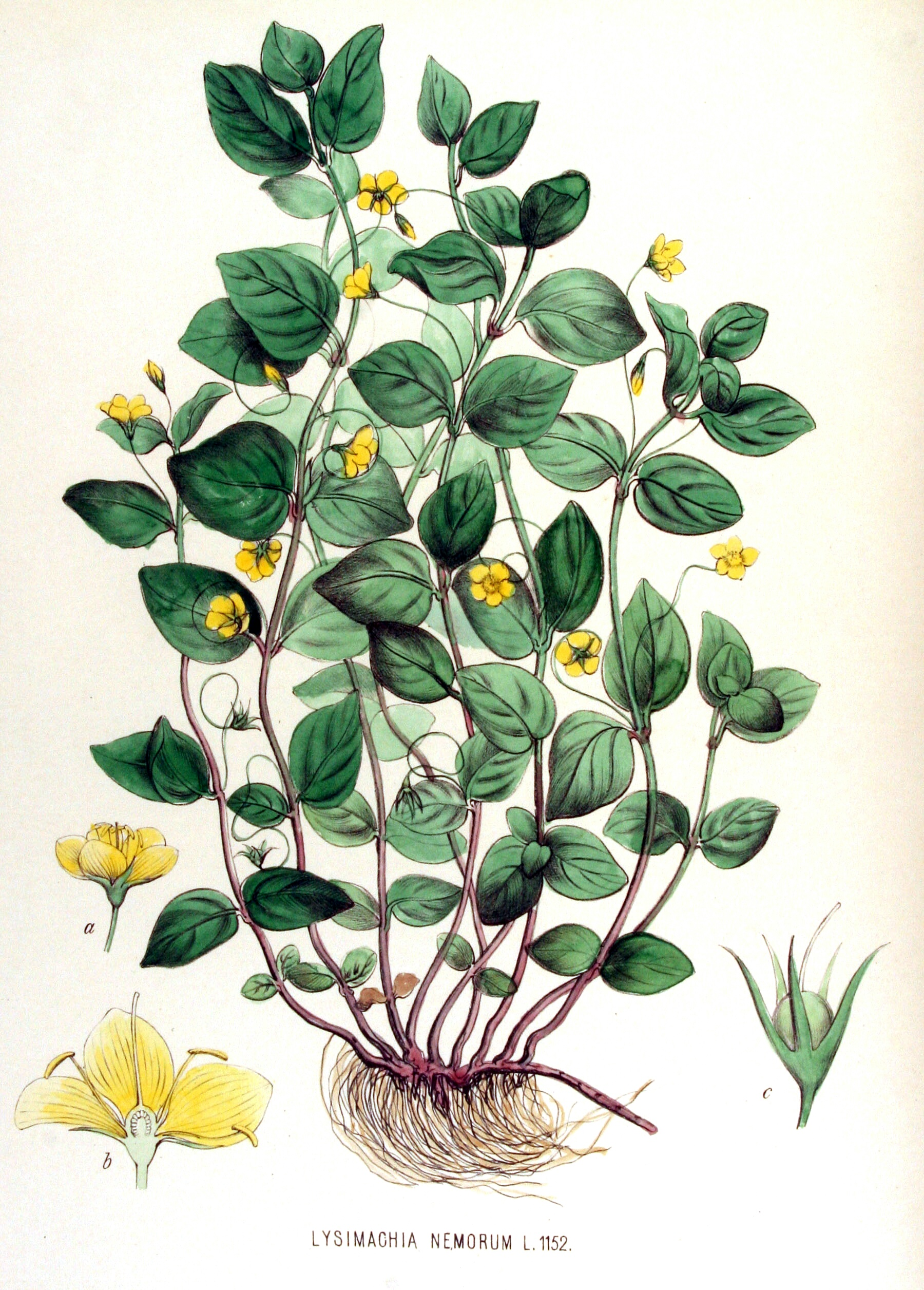